# Međuopćinska nogometna liga Koprivnica 1984./85.
Međuopćinska nogometna liga Koprivnica, također i kao Međuopćinska nogometna liga - skupina Koprivnica; Međuopćinska nogometna liga – Sjever - skupina Koprivnica je bila liga petog stupnja nogometnog prvenstva Jugoslavije u sezoni 1984./85. 
 
Sudjelovalo je 12 klubova, a prvak je bio "Osvit" iz Đelekovca.

## Ljestvica
| mj. | klub                     | ut. | pob. | ner. | por. | gol+ | gol- | bod     |
| --- | ------------------------ | --- | ---- | ---- | ---- | ---- | ---- | ------- |
| 1.  | Osvit Đelekovec          | 22  | 17   | 3    | 2    | 80   | 19   | 37      |
| 2.  | Borac Imbriovec          | 22  | 13   | 4    | 5    | 53   | 37   | 30      |
| 3.  | Panonija Peteranec       | 22  | 13   | 2    | 7    | 57   | 37   | 28      |
| 4.  | Sloga Koprivnički Ivanec | 22  | 10   | 5    | 7    | 53   | 55   | 25      |
| 5.  | Borac Drnje              | 22  | 9    | 6    | 7    | 39   | 36   | 24      |
| 6.  | Graničar Legrad          | 22  | 7    | 7    | 8    | 41   | 47   | 21      |
| 7.  | Lipa Hlebine             | 22  | 7    | 7    | 8    | 38   | 35   | 20 (-1) |
| 8.  | Mučna Reka (Reka)        | 22  | 6    | 5    | 11   | 42   | 47   | 11      |
| 9.  | Tehnika Koprivnica       | 22  | 6    | 5    | 11   | 36   | 60   | 17      |
| 10. | Drava Novigrad Podravski | 22  | 6    | 4    | 12   | 32   | 50   | 16      |
| 11. | Bratstvo Kunovec         | 22  | 6    | 4    | 12   | 43   | 61   | 16      |
| 12. | Mladost Sigetec          | 22  | 4    | 4    | 14   | 25   | 55   | 12      |

## Rezultatska križaljka
| kratica | klub                     | BORD | BORI | BRA | DRA | GRA | LIPA | MLA | MUR | OSV | PAN | SLO | TEH |
| --- | ------------------------ | ---- | ---- | --- | --- | --- | ---- | --- | --- | --- | --- | --- | --- |
| BORD | Borac Drnje              |      |      |     |     |     |      |     |     |     |     |     |     |
| BORI | Borac Imbriovec          |      |      |     |     |     |      |     |     |     |     |     |     |
| BRA | Bratstvo Kunovec         |      |      |     |     |     |      |     |     |     |     |     |     |
| DRA | Drava Novigrad Podravski |      |      |     |     |     |      |     |     |     |     |     |     |
| GRA | Graničar Legrad          |      |      |     |     |     |      |     |     |     |     |     |     |
| LIPA | Lipa Hlebine             |      |      |     |     |     |      |     |     |     |     |     |     |
| MLA | Mladost Sigetec          |      |      |     |     |     |      |     |     |     |     |     |     |
| MUR | Mučna Reka (Reka)        |      |      |     |     |     |      |     |     |     |     |     |     |
| OSV | Osvit Đelekovec          |      |      |     |     |     |      |     |     |     |     |     |     |
| PAN | Panonija Peteranec       |      |      |     |     |     |      |     |     |     |     |     |     |
| SLO | Sloga Koprivnički Ivanec |      |      |     |     |     |      |     |     |     |     |     |     |
| TEH | Tehnika Koprivnica       |      |      |     |     |     |      |     |     |     |     |     |     |
| |                          |      |      |     |     |     |      |     |     |     |     |     |     |
| podebljan rezultat - utakmice od 1. do 11. kola (1. utakmica između klubova) rezultat normalne debljine - utakmice od 12. do 22. kola (2. utakmica između klubova) rezultat nakošen - nije vidljiv redoslijed odigravanja međusobnih utakmica iz dostupnih izvora rezultat smanjen * - iz dostupnih izvora nije uočljiv domaćin susreta prekrižen rezultat - poništena ili brisana utakmica p - utakmica prekinuta 3:0 p.f. / 0:3 p.f. - rezultat 3:0 bez borbe n.i. - nije igrano |                          |      |      |     |     |     |      |     |     |     |     |     |     |

 Izvori: